# The Lumineers
The Lumineers is een Amerikaanse folkrockband uit Denver. De band bestaat uit Wesley Schultz (gitaar en zang) en Jeremiah Fraites (drums, mandoline, percussie, toetsen & achtergrondzang). Op tournees spelen nog extra muzikanten mee.
Hun debuutalbum, simpelweg The Lumineers genaamd, kwam uit in 2012 en werd in verschillende landen een succes. In de Verenigde Staten werd het album onderscheiden met driemaal platina. De single Ho Hey werd een wereldwijde hit, waaronder in Nederland en Vlaanderen. In 2016 volgde het tweede album Cleopatra, dat minder goed verkocht maar wel de nummer 1-positie behaalde in de Amerikaanse en Britse albumlijsten. In 2019 verschijnt hun derde album III.

## Bezetting

### Huidige leden
- Wesley Schultz - gitaar, piano & zang (2005 - heden)
- Jeremiah Fraites - drums, mandoline, percussie, toetsen & achtergrondzang (2005 - heden)

### Voormalige leden
- Neyla Pekarek - cello & zang (2010 - 2018)
- Maxwell Hughes
- Ben Wahamaki
- Jay Van Dyke

## Discografie

### Albums
| Album met eventuele hitnotering(en) in de Nederlandse Album Top 100 | Datum van verschijnen | Datum van binnenkomst | Hoogste positie | Aantal weken | Opmerkingen |
| ------------------------------------------------------------------- | --------------------- | --------------------- | --------------- | ------------ | ----------- |
| The Lumineers                                                       | 24-08-2012            | 16-02-2013            | 6               | 37           |             |
| Cleopatra                                                           | 08-04-2016            | 16-04-2016            | 22              | 5            |             |
| III                                                                 | 13-09-2019            | 21-09-2019            | 36              | 1            |             |
| Brightside                                                          | 14-01-2022            | -                     | -               | -            |             |

| Album met hitnotering(en) in de Vlaamse Ultratop 200 albums | Datum van verschijnen | Datum van binnenkomst | Hoogste positie | Aantal weken | Opmerkingen |
| ----------------------------------------------------------- | --------------------- | --------------------- | --------------- | ------------ | ----------- |
| The Lumineers                                               | 2012                  | 24-11-2012            | 41              | 47           |             |
| Cleopatra                                                   | 2016                  | 16-04-2016            | 23              | 18           |             |
| III                                                         | 2019                  | 21-09-2019            | 34              | 4            |             |

### Ep's
- The Lumineers (2011)
- Winter (2012)
- C-Sides (2018)
- Live Tracks (2018)
- Gloria Sparks (2019)
- Junior Sparks (2019)
- Jimmy Sparks (2019)

### NPO Radio 2 Top 2000
| Nummer met noteringen in de NPO Radio 2 Top 2000 | '13  | '14  |
| ------------------------------------------------ | ---- | ---- |
| Ho Hey                                           | 1673 | 1594 |

1. ↑  Een vetgedrukt getal geeft de hoogste notering aan.
2. ↑  2013 was het eerste jaar met een notering voor dit nummer.
3. ↑  Deze tabel is bijgewerkt tot en met de laatste editie (2024).